# Requiem (album d'AqME)
Pour les articles homonymes, voir Requiem (homonymie).
Albums de AqME
AqME
(2017)
Requiem est le neuvième et ultime album studio du groupe de rock alternatif français AqME, sorti le 12 avril 2019 sur le label AT(h)OME.

## Liste des titres
| No | Titre               | Durée |
| -- | ------------------- | ----- |
| 1. | Entre les mains     | 3:10  |
| 2. | Enfer               | 3:58  |
| 3. | Un adieu            | 3:35  |
| 4. | Illusion            | 7:31  |
| 5. | Paradis             | 3:48  |
| 6. | Sous d'autres cieux | 3:14  |
| 7. | Requiem             | 3:11  |
| 8. | Un autre signe      | 5:10  |
| 9. | Sans oublier        | 5:46  |

## Crédits
- Vincent Peignart-Mancini — chant
- Julien Hekking — guitare
- Charlotte Poiget — basse
- Étienne Sarthou — batterie